# Barton College Men's Volleyball
Il Barton College Men's Volleyball è la squadra di pallavolo maschile appartenente al Barton College, con sede a Wilson: milita nella Conference Carolinas della NCAA Division I.

## Storia
La squadra di pallavolo maschile del Barton College viene fondata nel 2010. Dall'anno della fondazione al 2011 la squadra viene allenata da Jim Freeman, sostituito nel 2012, dopo aver aderito alla Conference Carolinas, da Jeff Lennox.

## Record
| Piazzamento          |   | Edizione                     |
| -------------------- | - | ---------------------------- |
| Tornei NCAA          | 1 | Quarti di finale: 1 2017     |
| Titoli di conference | 1 | Conference Carolinas: 1 2017 |

## Conference
- Conference Carolinas: 2012-

## Allenatori
- Jim Freeman: 2010-2011
- Jeff Lennox: 2012-